# Thomas Ehretsmann
Thomas Ehretsmann est un peintre, illustrateur et dessinateur de bande dessinée français né le 6 juillet 1974 à Mulhouse.
Thomas Ehretsmann naît en 1974 et passe son enfance à Thann, en Alsace. Après des études à l’École des Arts Décoratifs de Strasbourg, il publie une bande dessinée aux éditions Delcourt en 2000 puis devient illustrateur pour la presse et l’édition. Son travail est notamment paru dans les journaux Elle, The New Yorker et Rolling Stone. Il réalise régulièrement des couvertures de romans et de bandes dessinées pour des éditeurs européens et américains.
En 2009, il passe plusieurs mois en Norvège à étudier avec le peintre Odd Nerdrum.
En 2011, la Society of Illustrators de New York lui décerne une médaille d’or pour son illustration « Murder inc ». En 2013 et 2017, la Society of Illustrators de Los Angeles lui décerne des médailles d’argent pour ses illustrations « Don Vito » et « Nixon ».
Depuis 2005, ses peintures et dessins ont été exposés à la Galerie Brûlée à Strasbourg et la galerie L'Œil du Prince à Paris. En 2016, pour la première fois, un de ses tableaux (« Vacuum 2 ») est sélectionné pour l’exposition BP Portrait Award (en) à la National Portrait Gallery de Londres. En 2017, son tableau "Double portrait" est sélectionné et retenu parmi les finalistes du BP Portrait Award.
Il lui arrive d'animer des workshops consacrés à ses techniques à l'école d'illustration MI Master (Milan).

## Illustrations
- série Méto (3 tomes), de Yves Grevet (Syros)
- série Colin, tailleur de pierre de  Béatrice Nicodème (Livre de Poche Jeunesse)
- série Yona, fille de la préhistoire de Florence Reynaud (Pocket Jeunesse)
- série Samuel de Hubert Ben Kemoun (Nathan)
- série Les mystères du Nil de Claudine Roland (Milan)
- série Ravenscliff de Geoffrey Huntington (Milan, 2005)
- série Archéopolis de Pierre-Marie Beaude (Gallimard Jeunesse) (2008)
- série Apparitions de N. M. Zimmermann
- Le voleur masqué d'André-François Ruaud (Mango, 2009)
- La Jeunesse de Sherlock Holmes Tome 1 - L'œil du Corbeau de Shane Peacock (Milan, 2008)
- Noces de larmes de Gilles Fontaine (Nathan, 2008)
- L'enfant loup de Florence Reynaud (Livre de Poche Jeunesse, 2007)
- L'assassin connait la musique d'Yves Pinguilly (Nathan, 2006)
- Délit de fuite de Caroline Terrée (Nathan, 2006)
- Au péril de nos vies - La conquête du pôle de Philippe Nessmann (Flammarion, 2005)
- Le Voyage inspiré, Hachette Jeunesse, 2007

## Bandes dessinées
- Station Debout sur un scénario de David Chauvel (éditions Delcourt, coll Sang Froid, 2000)
- Illustration des couvertures de la série Mafia story (8 tomes) sur un scénario de David Chauvel et des dessins de Erwan Le Saëc (éditions Delcourt, coll Sang Froid, 2007-2014)
- Illustrations et couverture de Corpus christie sur un scénario de Michèle Rozenfarb (éditions Liber Niger, 2004)
- Illustration de couverture du tome 2 de la série L'Œil de la nuit sur un scénario de Serge Lehman et des dessins de Gess (Delcourt, 2015)
- Illustration des couvertures de la série Zodiaque, sur un scénario de David Chauvel et des dessins de divers dessinateurs (éditions Delcourt, 2012-2013)
- Couvertures de la série Méto, sur un scénario de Yves Grevet (Glénat)